# 角銅博之
角銅博之（日语：／ Kakudō Hiroyuki，1959年9月28日—），日本男性動畫演出家、動畫導演。出身於福岡縣。東洋大學畢業。別名義、及。代表作是《數碼寶貝》系列。動畫自主製作集團「蝦餅集團」所屬。日本動畫協會會員。前東映動畫所屬。

## 參加作品

### 電視動畫

#### 執導作品
1998年
- 遊☆戲☆王（系列導演[2]）

1999年
- 數碼寶貝大冒險（—2000年，系列導演[3]）

2000年
- 數碼寶貝大冒險02（—2001年，系列導演[4]）

2005年
- 數碼寶貝X進化[5]
- 變形金剛：銀河之力（總導演[6]）

2006年
- 超級機器人大戰OG -Divine Wars-（日语：スーパーロボット大戦OG -ディバイン・ウォーズ-）（—2007年）[7]

※東映動畫的系列導演階級與其它動畫公司的導演相同。

#### 演出、分鏡
1984年
- 夢戰士WING-MAN（日语：ウイングマン#アニメ）（—1985年，演出）

1986年
- 楓葉鎮物語（—1987年，演出）

1987年
- 新楓葉鎮物語 棕櫚鎮篇（演出）

1988年
- 仙魔大戰（—1989年，演出）

1989年
- 新仙魔大戰（—1990年，演出）

1990年
- 神通小精靈（—1992年，演出）
- 至尊勇者（—1991年，分鏡）※開木菜織名義。

1991年
- 勇者鬥惡龍 達伊的大冒險 (1991年版)（—1992年，演出）
- 電腦小奇俠（日语：ゲンジ通信あげだま）（—1992年，分鏡）※開木菜織名義。

1992年
- 超仙魔大戰（—1993年，演出）

1993年
- 灌籃高手（—1996年，演出）
- 足球風雲（—1994年，演出）

1994年
- 白雪公主的傳說（日语：白雪姫の伝説）（分鏡）※開木菜織名義。
- BLUE SEED（分鏡）※開木菜織名義。

1996年
- 七龍珠GT（—1997年，演出）
- 靈異教師神眉（—1997年，演出）
- 浪客劍心（—1998年，分鏡）※工堂紘軌、開木菜織名義。

1997年
- 爆走兄弟Let's & Go!! WGP（分鏡）※開木菜織名義。
- 機械女神J（分鏡）※開木菜織名義。
- 秀逗魔導士TRY（分鏡）※開木菜織名義。
- 神奇寶貝（—2002年，分鏡）※開木菜織名義。
- 甜心戰士F（—1998年，演出）
- 深海人魚傳說（日语：深海伝説MEREMANOID）（分鏡）※開木菜織名義。
- 烙印勇士 (1997年版)（—1998年，分鏡）※仁賀綠朗名義。

1998年
- 愛莉絲SOS（—1999年，OP作畫）
- 爆笑吸血鬼'99（分鏡）※開木菜織名義。
- 玲音（文獻章節影像、分鏡）※分鏡以仁賀綠朗名義。
- 失落的宇宙（分鏡）※開木菜織名義。
- 甜蜜小天使 (1998年版)（—1999年，演出）
- 魔術士歐菲（—1999年，分鏡）※開木菜織名義。
- 餓沙羅鬼（分鏡） ※工堂紘軌名義。

1999年
- 機械女神JtoX（分鏡）※開木菜織名義。
- 魔法使俱樂部（Avant-title的CG動畫）
- ONE PIECE（1999年—，演出）
- 格鬥小霸王（分鏡）※開木菜織名義。
- ∀鋼彈（分鏡）※工堂紘軌名義。

2000年
- 幻影死神 Boogiepop Phantom（分鏡）※仁賀綠朗名義
- 無敵王Trizenon（日语：無敵王トライゼノン）（分鏡）※開木菜織名義。
- 沉默的未知（分鏡） ※工堂紘軌名義。

2001年
- 數碼寶貝03馴獸師之王（—2002年，演出）
- ANGELIC LAYER 天使領域（分鏡）※開木菜織名義。
- HELLSING（分鏡）※開木菜織、工堂紘軌、仁賀綠朗名義。

2002年
- Kanon (第1作)（演出）
- 數碼寶貝04無限地帶（—2003年，演出）
- WILD 7 another 謀略運河（日语：ワイルド7）（分鏡）※開木菜織名義。
- 銀河戰警（分鏡）※開木菜織名義。

2003年
- 魔法少年賈修（—2006年，演出）
- D·N·ANGEL（分鏡）※開木菜織名義。

2004年
- 戀風（分鏡）※仁賀綠朗名義。
- 頭文字D Fourth Stage（分鏡） ※仁賀綠朗名義。
- 冒險王比特（—2005年，演出）※仁賀綠朗名義。
- 洛克人EXE Stream（分鏡）※開木菜織名義。

2005年
- 冒險王比特EX（—2006年，演出）

2006年
- 怪醫黑傑克（分鏡）
- 妖逆門（分鏡）※仁賀綠朗名義。
- 神樣家族（演出）

2007年
- 暮蟬悲鳴時解（分鏡）※開木菜織名義。
- 鬼面騎士 THE SKULL MAN（分鏡）※仁賀綠朗名義。
- 鬼太郎 (第5作)（—2009年，演出）

2008年
- 墓場鬼太郎（演出）
- 洋葱和尚朝太郎（日语：ねぎぼうずのあさたろう）（—2009年，演出）

2009年
- 怪談餐館（—2010年，分鏡、演出）
- 空中鞦韆（分鏡、演出）
- 瑪麗與伽利（日语：マリー&ガリー）（分鏡）

2010年
- 數碼寶貝合體戰爭（—2011年，分鏡、演出）

2011年
- 數碼寶貝合體戰爭 ～邪惡的死亡指揮官與七個王國～（分鏡、演出）
- 美食獵人TORIKO（分鏡、演出）
- 熱拳本色1 世界大會篇（演出）
- 數碼寶貝合體戰爭 ～穿越時空的少年獵人們～（—2012年，分鏡、演出）

2012年
- 聖鬥士星矢Ω（—2014年，演出）
- 釣球（分鏡）
- 探險托里蘭托（分鏡）

2013年
- 科學小飛俠Crowds（分鏡）※工堂紘軌名義。

2014年
- 金田一少年之事件簿R（演出）
- 魔神之骨（—2015年，演出）
- 天雷爭霸：復仇者聯盟（—2015年，演出）

2015年
- 境界觸發者（分鏡、演出）
- 金田一少年之事件簿R (第2期)（演出）

2016年
- 七龍珠超（分鏡）
- 灰與幻想的格林姆迦爾（分鏡）※工堂紘軌名義。
- 虎面人W（演出）

2017年
- KiraKira☆光之美少女 A La Mode（演出）

2018年
- 擁抱！光之美少女（分鏡、演出）
- 星光頻道（分鏡）※仁賀綠朗名義。

2019年
- Star☆Twinkle 光之美少女（演出）
- 鬼太郎 (第6作)（—2020年，演出）

2020年
- Healin' Good ♥ 光之美少女（—2021年，演出）
- 勇者鬥惡龍 達伊的大冒險 (2020年版)（—2021年，演出）

2021年
- Tropical-Rouge！光之美少女（演出）
- 數碼寶貝幽靈遊戲（演出、OP分鏡&演出）

### 電影動畫
1986年
- 劇場版 楓葉鎮物語（日语：メイプルタウン物語 (1986年の映画)）（導演助手）

1987年
- 新楓葉鎮物語 棕櫚鎮篇 ～你好！新的小鎮～（日语：新メイプルタウン物語 パームタウン編 (1987年の映画)）（演出助手）

1988年
- 聖魔大戰：第一次聖魔大戰（導演）

1991年
- 神通小精靈：燃燒吧！友情的魔法大戰（日语：まじかる☆タルるートくん 燃えろ!友情の魔法大戦）（導演）

1993年
- 鐵拳對鋼拳 1993（導演）

1995年
- 灌籃高手：湘北最大的危機！燃起鬥志的櫻木花道（日语：スラムダンク 湘北最大の危機! 燃えろ桜木花道）（導演）

2001年
- WXIII 機動警察（分鏡協力）

2006年
- 銀髮阿基德（分鏡）

### OVA
1991年
- 高校太保（日语：ビー・バップ・ハイスクール）（—1993年，導演）

1993年
- NG騎士檸檬汽水&40 DX 興奮有趣時空 炎之大搜査線（導演）※開木菜織名義。

1995年
- 3×3 EYES ～聖魔傳說～（分鏡）※開木菜織名義。

1997年
- 沈默的艦隊（分鏡）

2008年
- 柳瀨嵩童話劇場（日语：やなせたかしメルヘン劇場）（分鏡）

### 其它
2005年
- 飛天小女警Z 試播片版（—2006年，演出）

2013年
- PSP「數碼寶貝大冒險」（演出）

2016年
- 數碼寶貝世界 -新秩序-（日语：デジモンワールド -next 0rder-）（音響監督）

2025年
- 數碼寶貝大冒險 25週年紀念PV「數碼寶貝大冒險 -BEYOND-」（導演）

## 相關項目
- 日本動畫師列表（日语：アニメ関係者一覧）

## 外部連結
- （日語）—角銅博之的官方個人網站。
- （日語）—角銅博之的官方個人部落格。
- 角銅博之的X（前Twitter） （日語）